# Robert Herbin

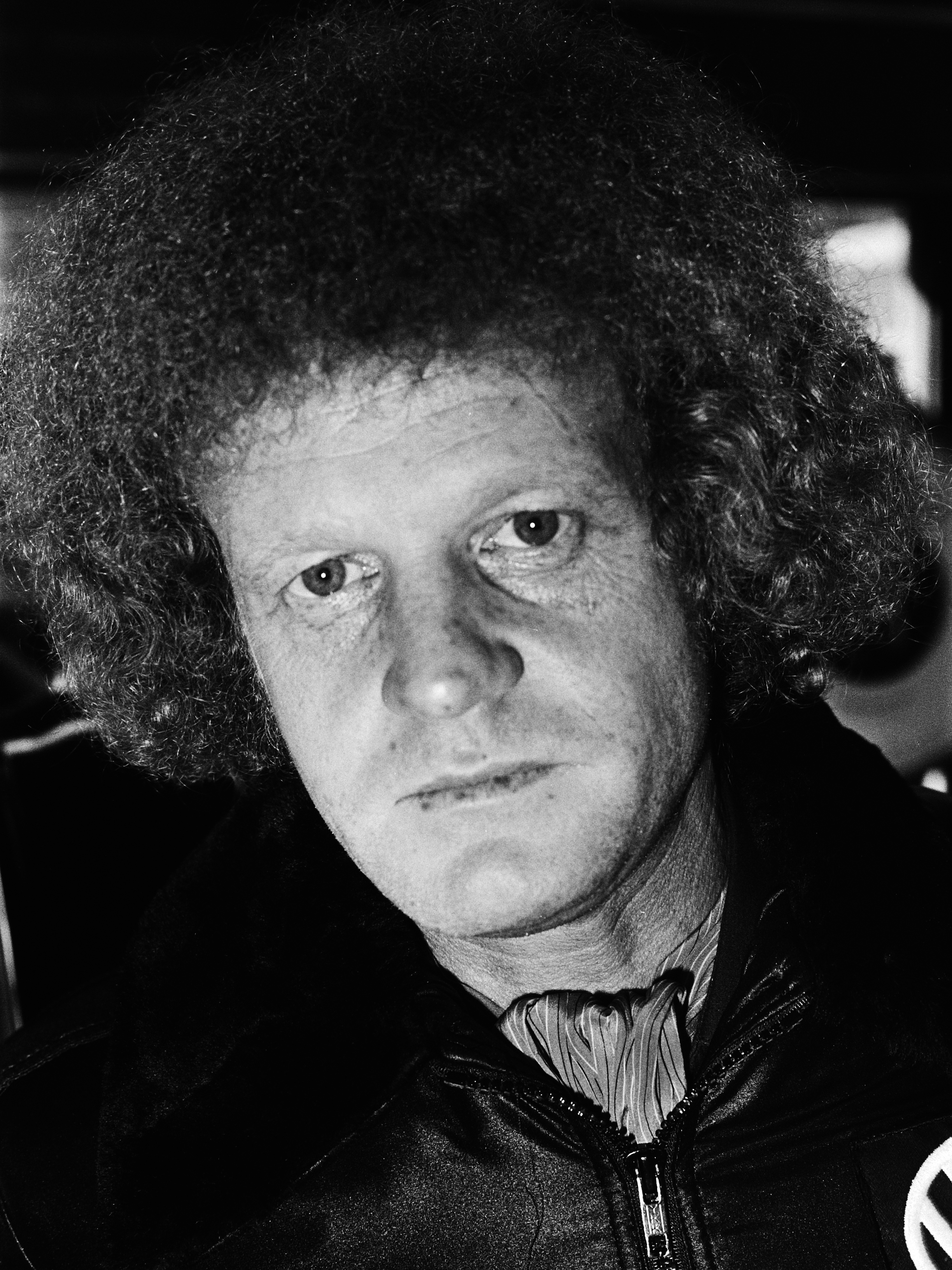
Robert Herbin (1979)

Robert Herbin (* 30. März 1939 in Paris; † 27. April 2020 in Saint-Étienne) war ein französischer Fußballspieler und -trainer.

## Spielerkarriere

### Im Verein
Von 1953 bis 1957 spielte Herbin bei Cavigal Nizza. Profi wurde er mit achtzehn Jahren (1957) bei AS Saint-Étienne – dabei war seine Unterschrift bei OGC Nizza eigentlich nur noch eine Formsache. Aber Trainer Jean Snella und der langjährige Talentsucher Pierre Garonnaire überzeugten Herbins Eltern davon, dass junge Spieler bei den Verts („Die Grünen“ heißt die ASSE wegen ihrer Vereinsfarben in ganz Frankreich) nicht automatisch auf der Ersatzbank Platz nehmen müssen; so entschied Roberts Mutter mit den Worten „Tu seras un Vert, Roby!“ („Du wirst ein Grüner!“), dass ihr Sohn nach Saint-Étienne wechseln sollte. Der 1,79 Meter große und 74 kg schwere Mittelläufer wurde in der Tat sofort Stammspieler bei den Stéphanois und blieb das 15 Jahre lang, bis 1972. In dieser Zeit gewann er fünf Meistertitel (zwischen 1964 und 1970) und dreimal den französischen Pokal. Außerdem konnte er, Spieler- und Trainerfunktion bei ASSE zusammengenommen, auf 47 Europapokalspiele zurückblicken; auch beim 3:0 über Bayern München im Oktober 1969 lief Herbin auf. 1966 wurde er mit 26 Treffern zweitbester Ligatorschütze.
Sein letztes Spiel für AS Saint-Étienne in der Division 1 absolvierte er allerdings erst 1975, als er längst Trainer dieses Klubs war: vor dem letzten Spieltag der Saison – der Verein stand bereits als Meister fest – ließ er sich von seinen Spielern überreden, noch einmal im grünen Trikot aufzulaufen. Der etatmäßige Libero Christian Lopez räumte bereitwillig seinen Platz für den offenkundig sehr beliebten Trainer, und Herbin spielte nicht nur die 90 Minuten durch, sondern er erzielte auch noch das letzte Tor beim 5:1 im heimischen Stade Geoffroy-Guichard gegen AC Troyes. So hatte er seinen fünf Meistertiteln als Spieler noch einen späten sechsten hinzufügen können.

### In der Nationalmannschaft
Zwischen Juli 1960 und Oktober 1968 brachte Robert Herbin es auf 23 Einsätze für die französische Fußballnationalmannschaft und erzielte dabei drei Tore. Fünfmal führte er Les Bleus als Spielführer ins Stadion. Sein erstes Länderspiel war das Halbfinale bei der Fußball-Europameisterschaft 1960 im eigenen Land; er nahm auch an der Fußball-Weltmeisterschaft 1966 in England (2 Einsätze) teil. Da er relativ verletzungsanfällig war, insbesondere immer wieder Probleme mit dem Knie hatte, beendete er seine Laufbahn in der Équipe Tricolore bereits 1968.

## Trainerlaufbahn
Zum Ende der Saison 1971/72 verließ der langjährige Trainer Albert Batteux den Verein AS Saint-Étienne. Der Klubpräsident Roger Rocher ernannte den Kapitän der Mannschaft, Robert Herbin, mit 33 Jahren zum Trainer, und das blieb er bis Januar 1983, gewann auch in dieser Rolle vier französische Meister- und drei Pokaltitel und stand mit seinen Spielern am 12. Mai 1976 im Glasgower Hampden Park im Endspiel des Europapokals der Landesmeister, das ASSE dann aber 0:1 gegen die Münchener Bayern verlor. 1973 und 1976 wurde er zum Trainer des Jahres gewählt.
Nach über einem Vierteljahrhundert bei Saint-Étienne folgte Herbin – nicht freiwillig: der neue Präsident entließ ihn – den Lockrufen anderer Vereine und trainierte kurzzeitig Olympique Lyon, den al-Nasr FC in Saudi-Arabien, Racing Straßburg und Red Star Paris – nur um 1987 an die Loire zurückzukehren und die AS weitere drei Jahre lang zu trainieren. Und 1997/98 betreute er les Verts zusammen mit Pierre Repellini noch ein drittes und letztes Mal. Seine Mutter hatte recht: Er war tatsächlich „ein Grüner“ geworden – mit Haut und Haaren.
Auf der Bank wirkte Herbin nahezu immer zurückhaltend; selten deutete sein Gesichtsausdruck seine Gefühlslage an, was ihm schon früh den Spitznamen „die Sphinx“ eingetragen hat. Legendär wurden seine Pressekonferenzen. Über viele Jahre antwortete er auf Journalistenfragen, die er für fachlich unangemessen oder für von Ahnungslosigkeit geprägt hielt, stereotyp mit dem Satz „Wenn Sie das so sehen“ und wandte sich dem nächsten Fragesteller zu.
Zuletzt lebte er in L’Étrat im Département Loire; dem Fußball war er insofern noch aktiv verbunden, als er Sitz und Stimme im Bundesrat des französischen Verbands FFF hatte. Herbin starb im April 2020 im Alter von 81 Jahren in Saint-Étienne an Herz- und Lungenkomplikationen, die allerdings nicht mit der zur Zeit seines Todes grassierenden COVID-19-Pandemie zusammenhingen.

## Palmarès
Robert Herbin hat als Spieler und Trainer neun der zehn Landesmeistertitel mitgewonnen, womit der Verein auch 2020 immer noch französischer Rekordmeister ist, sowie sämtliche sechs Pokale (Coupe de France) für AS Saint-Étienne; auch das ist ein Rekord.

### Erfolge als Spieler
- Französischer Fußballmeister: 1964, 1967, 1968, 1969, 1970, (1975)
- Französischer Pokalsieger: 1962, 1968, 1970
- Gewinner der Étoile d’Or von France Football als saisonbester Spieler in Frankreichs Division 1: 1964/65 und 1971/72

### Erfolge als Trainer
- Französischer Fußballmeister: 1974, 1975, 1976, 1981
- Französischer Pokalsieger: 1974, 1975, 1977
- Finalist beim Europapokal der Landesmeister 1976 und Halbfinalist 1975
- Französischer Trainer des Jahres: 1973, 1976